# Sparbanken Västra Mälardalen
Sparbanken Västra Mälardalen är en sparbank med verksamhet i västra Mälardalen. Banken lyder under sparbankslagen och är en självständig sparbank. 
Verksamhetsområdet omfattar Arboga, Kungsör och Köpings kommuner och banken har fyra bankkontor. Huvudkontoret finns i Köping och övriga kontor i Arboga, Kolsva och Kungsör. Banken har drygt 90 anställda och har en affärsvolym på ca 16 miljarder kronor (2012). Banken är en aktiv medlem i Sparbankernas Riksförbund, och har ett omfattande samarbete med Swedbank.
Sparbanken Västra Mälardalen bildades 1845 i Köping. År 1985 fusionerade dåvarande Arboga Sparbank med Köpings Sparbank och bildade Köping-Arboga Sparbank. År 1993 förvärvades kontoret i Kungsör, och sparbanken ändrade namn till Sparbanken Västra Mälardalen. I samband med bildandet av FöreningsSparbanken förvärvade Sparbanken Västra Mälardalen år 1998 tre kontor av FöreningsSparbanken, f.d. föreningsbankskontoren i Arboga, Kungsör och Köping.
Banken är sedan 2012 miljöcertifierad enligt ISO 14001.[källa behövs]